# Tobias Schröter (Handballspieler)
Tobias Schröter (* 23. Januar 1993 in Engelskirchen) ist ein deutscher Handballspieler.

## Karriere
Schröter spielt seit seiner Jugend beim VfL Gummersbach, mit dessen A-Jugend-Mannschaft er 2012 deutscher Vizemeister wurde. Ab 2012 lief der 1,85 Meter große Rechtsaußen mit der zweiten Mannschaft in der dritten Liga auf, und gehörte seit Saisonbeginn 2014/15 fest zum Kader der Bundesligamannschaft des VfL. Ab der Saison 2019/20 lief er mit dem VfL in der 2. Bundesliga auf. Nach der Saison 2020/21 verließ er den VfL, um sich auf die Arbeit im Familienbetrieb konzentrieren zu können. Er schloss sich dem Regionalligisten HC Gelpe/Strombach an. Zwei Jahre später wechselte er zum Oberligisten SSV Nümbrecht.